# Prefecte de l'Erari
Prefecte de l'Erari (en llatí Praefectus Aerarium, plural Praefecti Aerarii) va ser el nom dels encarregats de l'administració de l'Erari a Roma.
August va crear aquest càrrec l'any 28 aC en lloc dels prefectes de la ciutat als que abans s'havia donat aquesta funció, i que durant la República havien tingut els qüestors. Els prefectes eren escollits entre els pretors que acabaven el seu període i a partir del 23 aC es van dir pretors de l'Erari (Praetores Aerarii o Pretores ad Aerarium) i amb Claudi altre cop qüestors.
Neró va restablir els prefectes de l'Erari però Vespasià va retornar al nom de pretors, que es va mantenir fins al temps de Trajà. Aquest emperador va institucionalitzar els prefectes de l'Erari bianuals (Praefecti Aerarii Saturni) amb uns qüestors com ajudants (Quaestores Aerarii Saturni). A l'exèrcit els administradors de l'Erari eren els Praefecti Aerarii Militaris, uns funcionaris també creats per August que gestionaven les retribucions de l'exèrcit i les pensions dels militars que es jubilaven. Els diners per aquest erari es recollien per uns impostos especials imposats a les herències i segurament pels diners recollits a les guerres que no es distribuïen a la tropa.